# کبک گردن‌بندبلوطی
کبک گردن‌بندبلوطی (نام علمی: Arborophila charltonii) نام یک گونه از سرده کبک‌های تپه است.